# 심전도

심전도를 위해 10개의 전극이 연결된 환자

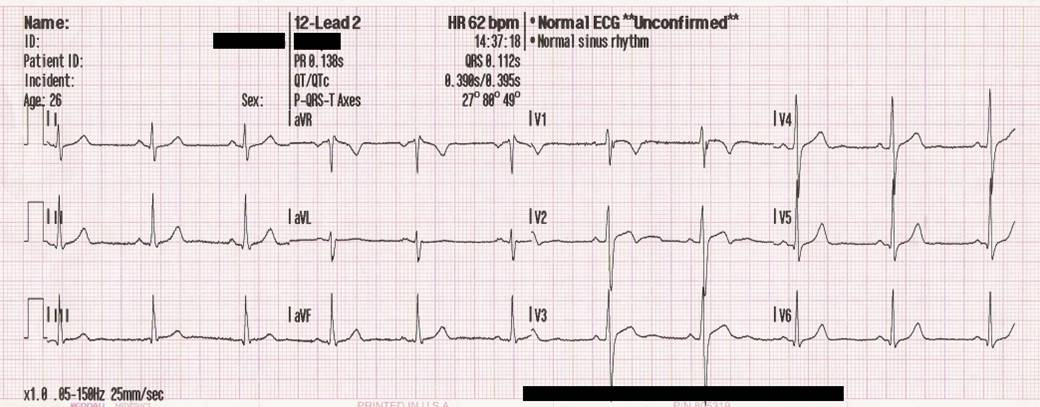
26세 남성의 심전도

심전도(心電圖, 영어: electrocardiogram, ECG, 독일어: Elektrokardiogramm, EKG)는 정해진 시간에 심장의 전기적 활동을 해석하는 것이다. 심전도는 피부에 부착된 전극과 신체 외부의 장비에 의해 파장 형태로 기록된다. 기록은 이렇게 몸에 침투하지 않는 장비로 만들어지며 이 과정에 대한 용어를 심전도라고 한다. 심전도 기록은 심장의 전기적 활동에 대한 기록이다.
심전도는 심장박동의 비율과 일정함을 측정하는데 사용할 뿐만 아니라, 심장의 크기와 위치, 심장의 어떠한 손상이 있는지의 여부, 그리고 심박조율기와 같이 심장을 조절하는 장치나 약과 같은 효과를 보기 위해 사용된다.
대부분의 심전도는 심장의 진단이나 연구의 목적으로 사용되지만, 심장의 비정상이나 연구를 위한 진단에서는 동물에게도 사용된다.

## 기능
심전도는 심장의 비정상적인 리듬을 측정하고 진단하는 가장 좋은 방법이다. 특히 전기적 신호를 전달하는 전도조직의 손상으로 인한 비정상적인 리듬을 측정하는데 좋다. 심근경색에서 심전도는 심근의 특정 부분이 손상되어있음을 알아낼 수 있다. 심전도는 심장의 수축능력을 알아낼 수는 없다.
심전도장비는 심근이 각 심장박동마다 탈분극을 할때, 피부에서 감지되는 미세한 전기 신호를 검출하고 증폭시키는 장치이다. 휴식기때, 각 심근세포들은 음전하를 띠고 있고, 이것을 막전위라고 부른다. 이 음전하는 Na+와 Ca2+과 같은 양이온의 유입 때문에 0을 향해 증가한다. 이것을 탈분극이라고 하고, 이는 이두박근을 수축하게 만든다. 각각의 심박 동안, 건강한 심장은 동방결절에서 나온 신호로부터 심실 전체로 퍼져나가는 질서있는 탈분극 파형을 가진다. 두 개의 전극에 의해서 감지되는 작은 전압의 파형은 곡선의 형태로 스크린이나 종이에 나타난다. 이 파형이 전체적인 심장의 리듬을 나타내어 준다.
대개, 두 개 이상의 전극이 사용된다. 그리고 전극들은 쌍을 이룬다. 예를 들어 왼쪽팔(LA), 오른쪽팔(RA) 그리고 왼쪽다리(LL)전극은 3쌍을 이룬다. LA+RA, LA+LL, 그리고 RA+LL. 각 쌍으로부터 나온 결과를 lead라고 한다. 각 lead는 심장에서 다른 각도로 되어있다. 다른 종류의 심전도들은 다른 수의 lead로 기록된 것이다. 예를 들어 3-lead, 5-lead 또는 12-lead 심전도가 있다. 12-lead 심전도는 12개의 서로다른 신호들이 동시에 기록이 된다. 3-lead 심전도와 5-lead 심전도는 끊임없이 모니터 되며 스크린과 같은 출력장치로만 보이는 경향이 있다. 예를 들어 수술실로 환자를 운반하는 구급차의 경우 이 장치를 사용한다.

## 유도
유도(誘導, lead)라는 용어는 심전도에서 다른 두개의 것을 나타내기에, 혼란을 일으킬 수 있다. 일반적인 말투에 따르자면, lead라는 단어는 심전도 기록계에 연결된 전극 케이블을 말한다. 보통말하는 "왼팔 lead"는 왼팔에 붙여지는 것이다.
그대신에, 심전도 교재에서 말하는 lead는 두 전극사이 전압 차이가 심전도 기록계에 기록된 자취를 의미한다. 각 lead는 특정한 이름을 가지고 있다. 예를 들어 "Lead I"은 오른팔의 전극과 왼팔의 전극이고, "Lead II"는 오른팔과 발의 전압차이다. 이러한 lead들이 12개가 있는 것을 12-lead 심전도라고 한다.

### 전극 놓기

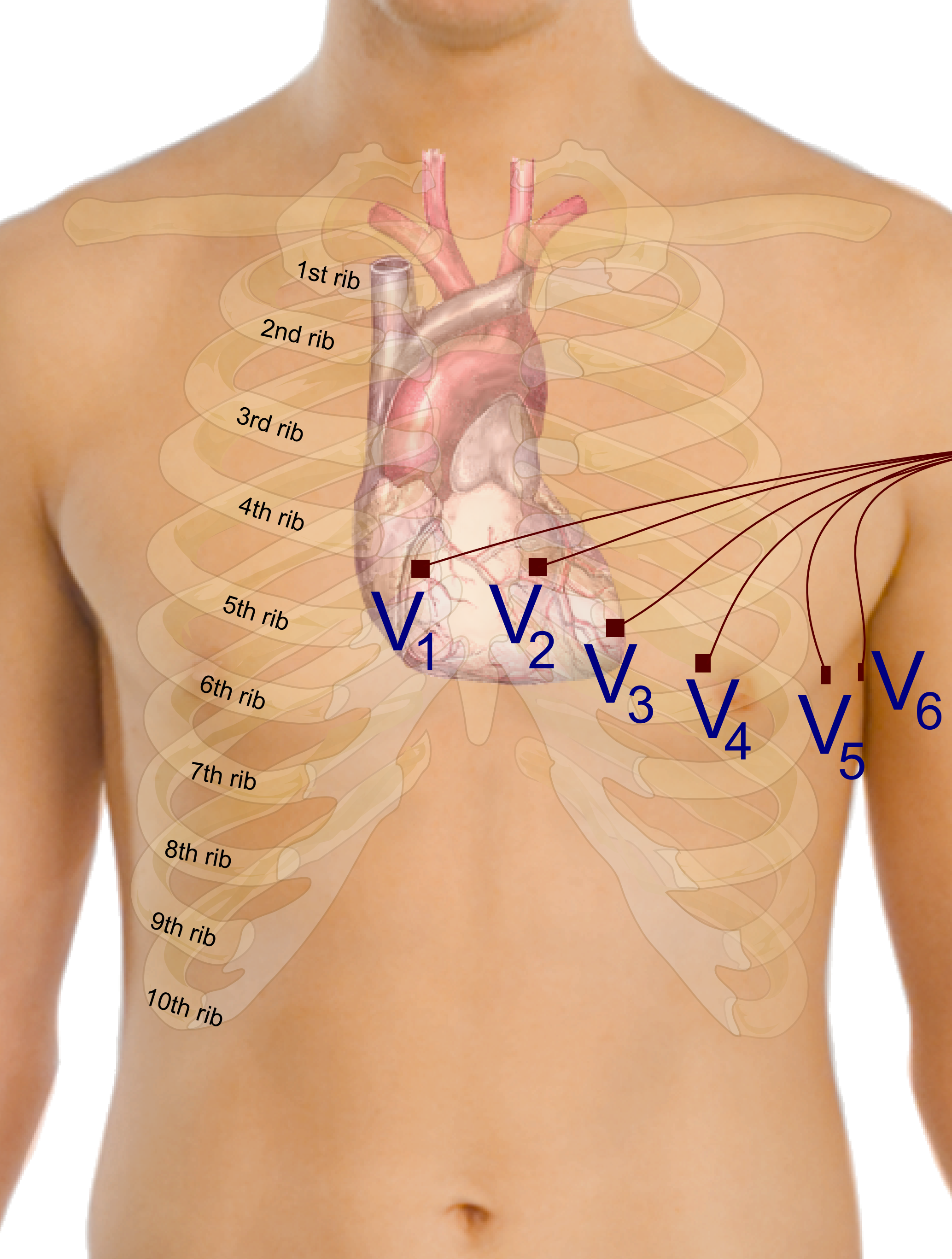
전흉부 리드의 배치

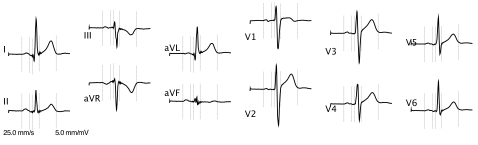
12 리드

12-lead 심전도에서 10개의 전극들이 사용된다. 전극들은 대개 전도성 겔로 이루어져있고 접착 패드에 붙어있다. 때때로 겔은 접착을 형성한다. 전극들은 이름이 쓰이고 환자의 몸에 놓인다.:

미국 심장 협회에서 권장하는 색상으로 구분된 사지 전극의 적절한 배치(유럽에서는 다른 색상 구성표 사용): 사지 전극은 사지에서 훨씬 아래쪽이나 엉덩이/어깨에 가까이 있을 수 있지만, 균일해야 한다(좌우).
- 운동 스트레스 테스트를 수행할 때 보행 시 인공물을 피하기 위해 사지 리드를 몸통에 놓을 수 있다(팔 리드는 쇄골하(subclavicularly)로 이동하고 다리 리드는 장골능선(iliac crest) 안쪽과 위쪽으로 이동).

| Electrode label (미국) | Electrode placement                                     |
| ---------------------- | ------------------------------------------------------- |
| RA                     | 오른팔 위, 두꺼운 근육을 피한다.                        |
| LA                     | 오른팔에 놓인 곳과 동일하게 왼쪽팔에 놓는다.            |
| RL                     | 오른다리, 종아리 근육 옆.                               |
| LL                     | 오른다리에 놓인 곳과 동일하게 왼다리에 놓는다.          |
| V1                     | 네 번째 늑간격(갈비뼈 4번 5번 사이) 오른쪽 흉골 바로 옆 |
| V2                     | 네 번째 늑간격(갈비뼈 4번 5번 사이) 왼쪽 흉골 바로 옆   |
| V3                     | V2 와 V4 사이.                                          |
| V4                     | 다섯 번째 늑간격(갈비뼈 5번 6번 사이) 정중쇄골선        |
| V5                     | V4와 수평적으로 평행하게, 앞쪽 겨드랑이의 왼쪽          |
| V6                     | V4, V5와 수평적으로 평행하게, 중간겨드랑이선            |

#### 추가적인 전극
12-lead 심전도는 검출 민감도를 높이기 위해서 그 수를 늘릴 수 있다. 여기에는 V4와 동등한 지표인 rV4가 있고, V7, V8 그리고 V9와 같은 연장선이 있다.
루이스 lead 또는 S5는 왼팔의 두 번째 늑간격과 오른팔의 네 번째 늑간격에 놓인 것이다. lead I으로 읽히며, 심박조동 또는 심박급속증을 확인하는데 더 좋은 면을 보여준다.

### 다리 leads
5-lead와 12-lead 배열에서, leads I, II, III은 다리 leads라고 불린다. 전극은 양팔과 왼쪽 다리에 놓인다. 다리 leads는 Einthoven's triangle이라고 불리는 형태로 된다.
- Lead I은 왼팔(LA)전극과 오른팔(RA)전극 사이에서 나오는 전압이다:

{\displaystyle I=LA-RA}
- Lead II는 왼다리(LL)전극과 오른팔(RA)전극 사이에서 나오는 전압이다:

{\displaystyle II=LL-RA}
- Lead III는 왼다리(LL)전극과 왼팔(LA)전극 사이에서 나오는 전압이다:

{\displaystyle III=LL-LA}
단순화된 심전도 센서는 고등학교 수준에서 가르치기 위해 만들어진 것으로, 일반적으로 세 팔의 전극이 같은 작용을 한다고 한정된다.

## 같이 보기
- 뇌전도
- 응급의학
- 심박수
- 심박계

## 참고 문헌
1. ↑  “ECG- simplified. Aswini Kumar M.D”. LifeHugger. 2017년 10월 2일에 원본 문서에서 보존된 문서. 2010년 2월 11일에 확인함.
2. ↑  Braunwald E. (Editor), Heart Disease: A Textbook of Cardiovascular Medicine, Fifth Edition, p. 108, Philadelphia, W.B. Saunders Co., 1997. ISBN 0-7216-5666-8.
3. ↑  Van Mieghem, C; Sabbe, M; Knockaert, D (2004). “The clinical value of the ECG in noncardiac conditions”. 《Chest》 125 (4): 1561–76. doi:10.1378/chest.125.4.1561. PMID 15078775.
4. ↑  “2005 American Heart Association Guidelines for Cardiopulmonary Resuscitation and Emergency Cardiovascular Care – Part 8: Stabilization of the Patient With Acute Coronary Syndromes”. 《Circulation》 112: IV–89 – IV–110. 2005. doi:10.1161/CIRCULATIONAHA.105.166561.
5. ↑  See images of ECG electrodes  보관됨 2011-04-05 - 웨이백 머신
6. ↑  “Einthoven's Triangle”. Library.med.utah.edu. 2009년 8월 15일에 확인함.
7. ↑  AHA Diagnostic ECG Electrode Placement 보관됨 2009-11-22 - 웨이백 머신. WelchAllyn
8. ↑  RESTING 12-LEAD ECG ELECTRODE PLACEMENT AND ASSOCIATED PROBLEMS 보관됨 2009-02-01 - 웨이백 머신. scst.org.uk
9. ↑  “Lead Placement”. 《Univ. of Maryland School of Medicine Emergency Medicine Interest Group》. 2011년 7월 20일에 원본 문서에서 보존된 문서. 2009년 8월 15일에 확인함.
10. ↑  “Limb Leads – ECG Lead Placement – Normal Function of the Heart – Cardiology Teaching Package – Practice Learning – Division of Nursing – The University of Nottingham”. Nottingham.ac.uk. 2009년 8월 15일에 확인함.
11. ↑  “Lesson 1: The Standard 12 Lead ECG”. Library.med.utah.edu. 2009년 8월 15일에 확인함.
12. ↑  Electrocardiogram explanation image 보관됨 2006-05-25 - 웨이백 머신. nobelprize.org
13. ↑  e.g. Pasco Pasport EKG Sensor PS-2111, Sciencescope ECG Sensor, etc.